# Крапина (град)
Крапина је град у Хрватској, у Крапинско-загорској жупанији. Према првим резултатима пописа из 2011. у граду је живело 12.479 становника, а у самом насељу је живело 4.482 становника.

## Географија
Средишње место Загорја је град Крапина. Смештен је уз реку Крапинчицу. Сам назив града уско је повезан са називом реке која је некада обиловала слатководном рибом шараном (на кајкавском риба шаран назива се крап). Налази се у Крапинско-загорској жупанији. Градоначелник је Јосип Хорват.

## Историја
Историја људскога рода у Крапини досеже у далеку прошлост о чему сведоче остаци неандерталског човека на брду Хушњаково у западном дијелу Крапине. Први писани документи спомињу Крапину 1193. године.
У средњем веку постојала је тврђава Крапина подно које се почело развијати насеље. Сама тврђава као и тадашње властелинство су били краљевски поседи. Од 14. века почињу га добивати поједине племићке породице.

## Становништво
По попису из 2001. године у граду је живело 12.950 становника.

## Попис 1991.
На попису становништва 1991. године, насељено место Крапина је имало 4.481 становника, следећег националног састава:
| Попис 1991.‍   | Попис 1991.‍  | Попис 1991.‍ | Попис 1991.‍ | Попис 1991.‍ |
| ------------- | ------------ | ----------- | ----------- | ----------- |
|               |              |             |             |             |
| Хрвати        | Хрвати       |             | 4.317       | 96,34%      |
| Срби          | Срби         |             | 37          | 0,82%       |
| Словенци      | Словенци     |             | 26          | 0,58%       |
| Албанци       | Албанци      |             | 14          | 0,31%       |
| Југословени   | Југословени  |             | 14          | 0,31%       |
| Македонци     | Македонци    |             | 5           | 0,11%       |
| Муслимани     | Муслимани    |             | 4           | 0,08%       |
| Црногорци     | Црногорци    |             | 4           | 0,08%       |
| Мађари        | Мађари       |             | 3           | 0,06%       |
| Русини        | Русини       |             | 2           | 0,04%       |
| Чеси          | Чеси         |             | 2           | 0,04%       |
| Пољаци        | Пољаци       |             | 1           | 0,02%       |
| Словаци       | Словаци      |             | 1           | 0,02%       |
| остали        | остали       |             | 3           | 0,06%       |
| неопредељени  | неопредељени |             | 16          | 0,35%       |
| регион. опр.  | регион. опр. |             | 4           | 0,08%       |
| непознато     | непознато    |             | 28          | 0,62%       |
| укупно: 4.481 |              |             |             |             |